# Кашлінська Аліна Анатоліївна
Аліна Анатоліївна Кашлінська (28 жовтня 1993, Москва) — польська та російська шахістка, міжнародний майстер (2014), гросмейстер серед жінок (2009). Чемпіонка Європи з шахів серед жінок 2019 року.
Її рейтинг станом на березень 2020 року — 2485 (16-те місце у світі, 3-тє — серед шахісток Росії). У зв‘язку з російським вторгненням в Україну в 2022 році змінила шахову федерацію на польську, адже водночас має польське громадянство. 

## Кар'єра

### Ранні роки
Народилася у Москві. Займатися шахами почала у 6 років і 10 місяців під керівництвом тренера А. І. Карташева. Через рік отримала 1-й розряд. Двічі (у віці 8 та 9 років) ставала срібною призеркою Чемпіонатом Москви у своїй віковій категорії. У 2003 році стала чемпіонкою Росії серед дівчат до 10 років, а пізніше ставала віцечемпіонкою Європи серед дівчат до 10 років з класичних та швидких шахів.
У 2006 році отримала перше міжнародне звання «Майстер ФІДЕ», у 2009 році стала міжнародним гросмейстером серед жінок.
У 2013 році посіла третє місце на чемпіонаті світу серед юніорів до 20 років.
У березні 2015 році Аліна Кашлінська вперше взяла участь у чемпіонаті світу з шахів серед жінок, але вилетіла у першому раунді поступившись Шень Ян на тай-брейку з рахунком 1½-2½. Через 2 місяці стала бронзовою призеркою чемпіонату Європи серед жінок, що проходив у Чакві (Грузія).

### 2019
У квітні 2019 року Кашлінська перемогла на чемпіонаті Європи, що проходив у Анталії. Набравши 8 очок з 11 можливих (+6-1=4), випередила Марі Себаг, Елізабет Петц, Інну Гапоненко та Антоанету Стефанову за рахунок додаткових показників.
У вересні 2019 року набравши 4½ очки з 11 можливих (+3-5=3), разом з Олександрою Костенюк розділила 8-9 місця на 1-му етапі гран-прі ФІДЕ серед жінок 2019/2020, що проходив у Сколково.
У грудні 2019 року на чемпіонаті світу зі швидких та блискавичних шахів, росіянка посіла:
 — 10-те місце у турнірі зі швидких шахів, набравши 8 очок з 12 можливих (+5-1=6),
 — 35-те місце у турнірі з блискавичних шахів, набравши 9½ очок з 17 можливих (+8-6=3).

### 2020
У березні 2020 року з результатом 6 очок з 11 можливих (+2-1=8) Кашлінська разом з А.Музичук розділила 4—5 місця на 3-му етапі гран-прі ФІДЕ серед жінок 2019/2020, що проходив у Лозанні.

## Особисте життя

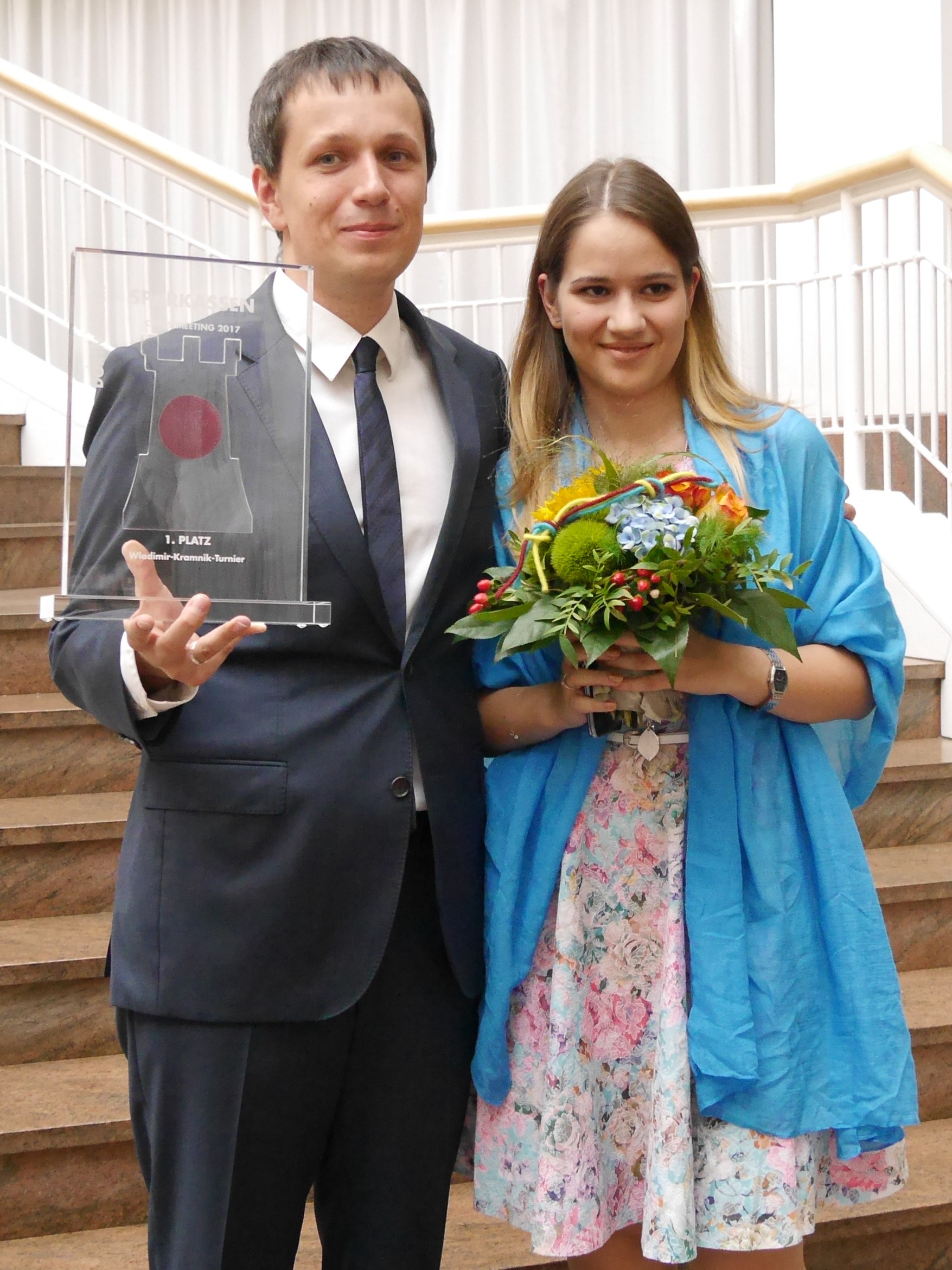
З чоловіком (Дортмунд, 2017 рік)

У липні 2015 року одружилася з польським гросмейстером Радославом Войташеком. Він теж є одним з найсильніших шахістів Польщі, будучи номер 2 в країні та в топ 70 у світі.

## Зміни рейтингу
| На цьому місці має відображатися графік чи діаграма, однак з технічних причин його відображення наразі вимкнено. Будь ласка, не видаляйте код, який викликає це повідомлення. Розробники вже працюють для того, щоби відновити штатне функціонування цього графіка або діаграми. | |
| | На цьому місці має відображатися графік чи діаграма, однак з технічних причин його відображення наразі вимкнено. Будь ласка, не видаляйте код, який викликає це повідомлення. Розробники вже працюють для того, щоби відновити штатне функціонування цього графіка або діаграми. |